# Mongol800
Mongol800 (モンゴルはっぴゃく, MONGOL800), aussi connu sous le nom de Monpachi, est un groupe de punk rock et pop punk japonais.

## Biographie
Le groupe est formé en été 1998 dans un lycée. Au début, les membres voulaient structurer un groupe de 4 membres et d'un chanteur. Mongol800 devient initialement un cover band des Blue Hearts et Hi-STANDARD. En décembre, ils jouent avec Snail Ramp.
Le nom du groupe ne possède aucune connotation précise, et n'a rien à voir avec la Mongolie ; il est en réalité adopté sur un « coup de tête ». L'un de leurs premiers albums, Message, publié en septembre 2001, atteint directement la première place des classements indépendants de l'Oricon, faisant de lui le mieux vendu du groupe. L'album comprend des singles tels que Don't Worry Be Happy, 小さな恋のうた et あなたに.
Jusqu'en 2004, les membres du groupe alternent entre répétitions, concerts et études. Ils font usage de guitare électrique, basse, et batterie, et leurs performances sont simplistes,.
En mars 2005, ils jouent à Macao puis à Los Angeles en novembre. En été, ils jouent au Rock in Japan Festival pour la première fois en trois ans, puis quelques mini-tournées au Japon à la fin d'année. Le 8 août 2006, ils enregistrent l'album Daniel pendant deux ans et cinq mois. Entre août et décembre 2006, ils effectuent une tournée internationale de 53 dates, intitulée MONGOL 800 Daniel's TOUR 2006. Le 8 juillet 2009, ils publient Eight-hundreds, leur premier album en trois ans,. Entre juillet et novembre 2009, ils effectuent une tournée de 47 dates locales, intitulée MONGOL 800 eight-hundreds tour 2009. En octobre, ils organisent le festival What a Wonderful World!!, puis le LIVE at Nippon Budokan.
Le 25 janvier 2013, ils célèbrent leur quinzième anniversaire.

## Membres
- Uezu Kiyosaku (上江洌清作?) - chant, basse
- Gima Takashi (儀間崇?) - guitare
- Takazato Satoshi (髙里悟?) - batterie

## Discographie
- 2000 : Go on as You Are
- 2001 : MESSAGE
- 2004 : Momo
- 2006 : Daniel
- 2008 : Etc. Works
- 2009 : Eight-hundreds
- 2011 : etc.works2
- 2013 : GOOD MORNING OKINAWA
- 2015 : People People
- 2016 : Pretty good!!
- 2023 : LAST PARADISE